# Daughter of the West
Daughter of the West è un film del 1949 diretto da Harold Daniels.
È un western statunitense con Martha Vickers, Phillip Reed e Donald Woods. È basato sul romanzo del 1930 Daughter of Ramona di Robert E. Callahan.

## Produzione
Il film, diretto da Harold Daniels su una sceneggiatura di Raymond L. Schrock e un adattamento di Irwin Franklyn del soggetto di Robert E. Callahan (autore del romanzo), fu prodotto da Martin Mooney per la Martin Mooney Productions. Il titolo di lavorazione fu Daughter of Ramona. Il brano della colonna sonora Autumn Harvest fu composto da Victor Granados e Juan Duval.

## Distribuzione
Il film fu distribuito negli Stati Uniti dal 15 febbraio 1949 al cinema dalla Film Classics.
Altre distribuzioni:
- in Belgio (De dochter van Ramona)
- in Belgio (La fille de Ramona)

## Promozione
Le tagline sono:
- A FLAMING PAGE FROM AMERICAN HISTORY Becomes a powerful motion picture... set against the panoramic grandeur of the West!
- Boldly it sweeps... Across the screen!